# Säkkilänjärvi
Säkkilänjärvi är en sjö i Finland. Den ligger i kommunen Kuusamo i landskapet Norra Österbotten, i den nordöstra delen av landet, 700 km norr om huvudstaden Helsingfors. Säkkilänjärvi ligger 246 meter över havet. Den är 26,24 meter djup. Arean är 1,46 kvadratkilometer och strandlinjen är 12,59 kilometer lång. Sjön  ingår i Koundaälvens huvudavrinningsområde. 